# Cotton Fields
Cotton Fields är en sång skriven av bluesmusikern Huddie Ledbetter, mer känd som Lead Belly. Lead Belly gjorde 1940 den första inspelningen av sången. Andra kända inspelningar har givits ut av Beach Boys och Creedence Clearwater Revival, båda 1969. Även Trazan & Banarne gjorde svensk version på låten "Brödfruktträdet" 1978

### Fotnoter
1. ↑  ”1969” (på engelska). Sergent. 11 mars 1969. http://www.sergent.com.au/beachboys/1969.html. Läst 19 juli 2016.